# Вулиця Героїв Дніпра (Київ)
Вулиця Геро́їв Дніпра́ — вулиця в Оболонському районі міста Києва, житловий масив Оболонь. Пролягає від Богатирської вулиці до проспекту Володимира Івасюка.
Прилучаються Оболонський проспект і вулиця Зої Гайдай.

## Історія
Запроєктована у 1960-ті роки як вулиця без назви № 8. Сучасна назва на честь радянських воїнів — учасників форсування Дніпра і деокупації Києва в 1943 році — з 1970 року. Забудову вулиці розпочато у 1976–1977 роках.
З 1978 року по вулиці прокладено трамвайну колію. У 2001 році по вулиці започатковано тролейбусний рух.

## Заклади та установи
- Супермаркет «Велмарт» (буд. № 31а)
- Дитячий оздоровчо-екологічний центр (буд. № 32в)
- Школа-дитсадок «Турбота» (буд. № 38а)
- Бібліотека «Мрія» для дітей (буд. № 35)
- Дошкільний навчальний заклад № 662 (буд. № 55)
- Дошкільний навчальний заклад № 663 (буд. № 69)

## Зображення

Анотаційна дошка на будинку № 30